# Лісогорська
Лісогорська — станиця в Апшеронському районі Краснодарського краю. Входить до складу Тверського сільського поселення
Населення менше тисячі мешканців.
Станиця розташована на правому березі річки Пшиш, у гірсько-лісовій зоні, за 17 км північно-західніше районного центру — міста Апшеронськ (50 км дорогою). Залізнична платформа Николенково на лінії Армавир — Туапсе. У околицях — хутір Єлінський, на протилежному боці річки — хутір Захаров, село Осиновське (хутір Осиновський або Церковний).

## Історія
Колишня назва — хутір Миколенково.